# Ênio Andrade
Ênio Andrade, właśc. Ênio Vargas de Andrade (ur. 31 stycznia 1928 w Recife, zm. 22 stycznia 1997 w Porto Alegre) – piłkarz brazylijski, występujący na pozycji ofensywnego pomocnika.

## Kariera klubowa
Karierę piłkarską rozpoczął w klubie São José Porto Alegre w 1947 roku. W latach 1949–1951 grał w SC Internacional. Z Internacionalem zdobył mistrzostwo stanu Rio Grande do Sul – Campeonato Gaúcho w 1950 i 1951, a indywidualnie został królem strzelców ligi stanowej w 1950 roku.
W latach 1952–1957 występował w Renner Porto Alegre. Z Renner zdobył kolejne mistrzostwo stanu Rio Grande do Sul w 1954 roku. Po rozwiązaniu Renner, Ênio Andrade występował do SE Palmeiras. Z Palmeiras zdobył mistrzostwo stanu São Paulo – Campeonato Paulista w 1959 oraz Taça Brasil 1960. Później grał jeszcze w Náutico Recife i São José Porto Alegre, w którym zakończył karierę w 1962 roku.

## Kariera reprezentacyjna
W reprezentacji Brazylii Ênio Andrade zadebiutował 1 marca 1956 w wygranym 2-1 meczu z reprezentacją Chile podczas Mistrzostw Panamerykańskich, które Brazylia wygrała. Na turnieju w Meksyku wystąpił we wszystkich pięciu meczach z Chile, Peru, Meksykiem, Kostaryką i Argentyną (bramka w 58 min.).

## Kariera trenerska
Po zakończeniu kariery piłkarskiej Ênio Andrade został trenerem. Prowadził wiele brazylijskich klubów. Największe sukcesy osiągnął z SC Internacional – mistrzostwo stanu Rio Grande do Sul w 1979, z Grêmio Porto Alegre – mistrzostwo Brazylii 1981, Náutico Recife – mistrzostwo stanu Pernambuco – Campeonato Pernambucano w 1984, Coritibą – mistrzostwo Brazylii 1985 i Cruzeiro EC – Supercopa Sudamericana 1991, mistrzostwo stanu Minas Gerais – Campeonato Mineiro w 1992, Copa Master de Supercopa w 1994 oraz Copa de Oro Sudamericana 1995.